# Dusjanbe
Dusjanbe eller Dushanbe (tadsjikisk og russisk: Душанбе, persisk (bogstaveligt talt mandag) دوشنبه) er hovedstaden i Tadsjikistan. Byen har 863.400(2020)indbyggere. Navnet er afledt af det persiske ord for mandag (du ~ "to" + shamba eller shanbe ~ "dag", direkte oversat: "dag to") og henviser til, at Dusjanbe var et populært mandagsmarkedssted. I tidsrummet 1929–1961 var byens officielle navn Stalinbad.
I byen findes et universitet samt det tadsjikiske videnskabernes akademi. Byen ligger cirka 800 meter over havet i Gissardalen sydvest for Alai-bjergkæden. Gennem byen flyder floden Dusjanbinka. Indbyggerne består af 83,4 % tadjiker, 9,1 % uzbekere, 5,1 % russere og 2,4 % øvrige nationaliteter.

## Seværdigheder
- Dusjanbe internationale lufthavn
- Tadsjikistans nationalmuseum
- Ismail Samani-monumentet
- Dusjanbe-synagogen
- Etnografisk museum
- Vahdat-paladset

## Venskabsbyer
Dusjanbe har nu 10 venskabsbyer.
- Teheran, Iran
- Moskva, Rusland
- Sankt Petersborg, Rusland
- Akhisar, Tyrkiet
- Boulder, USA
- Klagenfurt, Østrig
- Ankara, Tyrkiet
- Lahore, Pakistan
- Sana'a, Yemen
- Lusaka, Zambia